# كاسانو سبينولا
كاسانو سبينولا (بالإيطالية: Cassano Spinola)‏ هي بلدية في مقاطعة ألساندريا في إقليم بييمونتي في إيطاليا.تقع على بعد 100 كم جنوب شرق  إقليم تورين وعلى بعد 25 كم جنوب شرق اليساندريا . بها 1,863 نسمة في ديسمبر 2004

## السكان
في سنة 1861 بلغ عدد السكان 1٬347 نسمة، وتطور العدد ليصل في سنة 2011 لـ 1٬793 نسمة.
يظهر هذا المخطط البياني تطور النمو السكاني لـ كاسانو سبينولا

## أعلام
- كوستانتي جيراردينجو